# Gladiolus antandroyi
Gladiolus antandroyi är en irisväxtart som beskrevs av Peter Goldblatt. Gladiolus antandroyi ingår i släktet sabelliljor, och familjen irisväxter. Inga underarter finns listade i Catalogue of Life.